# Tanalyk
Tanalyk (rusky Таналык) je řeka v Baškortostánu a v Orenburské oblasti (dolní tok) v Rusku. Je 225 km dlouhá. Povodí má rozlohu 4160 km².

## Průběh toku
Pramení na hřbetu Irendyk v Jižním Uralu. Ústí do Iriklinské přehrady. Je to pravý přítok Uralu.

## Vodní režim
Zdroj vody je převážně sněhový. Průměrný roční průtok vody ve vzdálenosti 59 km od ústí činí 2,96 m³/s. Vysychá na konci léta. Zamrzá ve druhé polovině října až v listopadu a rozmrzá v dubnu.

## Využití
Na řece leží město Bajmak.